# Árabes cristianos
Los árabes cristianos o cristianos árabes (en árabe: مسيحيون عرب‎, ʿArab Masiḥiyyūn) son aquellas personas de confesión cristiana y de lengua o cultura árabe.
Un gran número de árabes cristianos se encuentran en la zona de Oriente Medio y África del Norte, en particular en Líbano, donde casi la mitad de la población es cristiana, Irak, Jordania, Egipto, Siria, Israel y Palestina (Cisjordania y la Franja de Gaza).
Los emigrantes de las comunidades árabes cristianas constituyen una parte importante de la diáspora de Oriente Próximo, con elevadas concentraciones de población en América, particularmente en Argentina, Brasil, Chile, Colombia, Venezuela , El Salvador, Ecuador, México y los Estados Unidos.

## Identidad
Los cristianos árabes son cultural y lingüísticamente árabes, y seguidores de la fe cristiana. El cristianismo ya tenía presencia en el mundo árabe antes del surgimiento del islam y su expansión por Asia y África en el siglo VII. Ver arameos.
Muchos musulmanes árabes descienden de árabes (arameos u otras etnias) originalmente cristianos que se convirtieron al islam por varias razones; por ejemplo, el pago de la yizía (en árabe جزية), un impuesto existente en ciertas dinastías musulmanas para los habitantes no musulmanes, o la opresión ejercida por parte de los bizantinos hacia la gran mayoría árabe cristiana, ya sea unitaria, monofisita o arriana, etc. 
La mayoría de los árabes cristianos actualmente son procedentes del Levante mediterráneo, mientras que históricamente en el mundo árabe los cristianos árabes eran descendientes de los Kahlani y Qahtani, tribus de la antigua Yemen (es decir, gasánidas y lajmíes principalmente). Los cristianos árabes llegaron a ser mayoría durante varios siglos en lo que se conocía antiguamente como País de Sham.
La mayoría de los patriarcas maronitas de los últimos 10 siglos son descendientes de los conocidos nobles gasánidas Qahtani, árabes que gobernaron el Levante en el período romano y bizantino hasta la era franco-gasánida. 
Los cristianos árabes han hecho importantes contribuciones a la civilización árabe y todavía lo hacen. Algunos de los más grandes árabes poetas, médicos, escritores, funcionarios de gobierno, músicos y gente dedicada a la literatura han sido árabes cristianos. 
Ocasionalmente ha habido denuncias puntuales que los maronitas pueden encontrar en su ascendencia a los antiguos fenicios o en los cruzados francos que permanecieron en el Levante. Los maronitas eran habitantes de Orontes (Al-Assi) en el valle de Siria. Pudieron ser descendientes de algunas tribus árabes que nunca se convirtieron al islam o en parte de los arameos. El eminente historiador libanés Kamal Salibi (por cierto, cristiano), en su libro 'Una casa de muchas mansiones" [1988], los Estados (cap. 6): "Es muy posible que los maronitas, como una comunidad de origen árabe, se encontraban entre las últimas tribus de árabes cristianos que llegaron a Siria antes que el islam, que por cierto, desde el siglo XIV, su lenguaje ha sido el árabe. Siríaco, que es la forma literaria cristiana del arameo, era originalmente el lenguaje litúrgico de todas las sectas semíticas cristianas, tanto en Arabia así como en el Levante y Mesapotamia".
Algunos de los más influyentes nacionalistas seculares árabes del Levante han sido cristianos ortodoxos griegos, como Michel Aflaq, fundador del Partido Baath, George Habash, fundador del Frente Popular para la Liberación de Palestina, y Constantin Zureiq.

## Historia

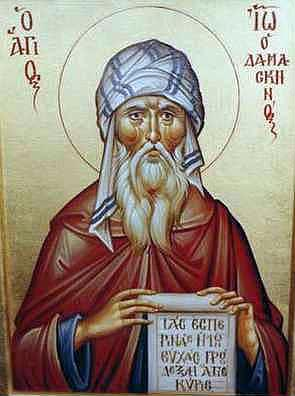
Juan Damasceno fue un monje y sacerdote de origen árabe cristiano. Fue nombrado como Doctor de la Iglesia y es venerado por la Iglesia católica, la Iglesia Ortodoxa y la Iglesia Luterana

La primera mención del cristianismo en las tierras árabes se produce en el Nuevo Testamento cuando el apóstol Pablo se refiere a su viaje a Arabia después de su conversión (Gálatas 1:15-17).
Más tarde, Eusebio de Cesárea habla de un obispo llamado Berilo en la sede de Bostra, donde se realiza un Concilio.
El cristianismo está presente en el mundo árabe desde el siglo I después de Cristo, coincidiendo con el establecimiento del cristianismo en la Eurasia occidental (Europa y Oriente Próximo) por parte del Imperio Romano. Es a partir de este momento cuando muchas tribus árabes comienzan a adherirse al cristianismo. Algunas de estas tribus fueron los nabateos y los gasánidas. Estas tribus eran de origen qahtani, hablaban el árabe-Yemení y protegían la frontera sur-oriental de los imperios romano y bizantino en el norte de Arabia.
También se sabe que las tribus árabes de Tayy, Abd Al-Qais, y Taglib incluyeron un gran número de cristianos en épocas anteriores al surgimiento del Islam (cuyo nacimiento se remonta al siglo VII). Así, la ciudad yemenita de Najrán era un centro del cristianismo árabe, y se hizo famosa por la persecución de cristianos por parte de uno de los reyes de Yemen, Dhu Nawas, quien era un entusiasta por convertirse al judaísmo. El líder de la iglesia de Najrán durante el período de persecución fue Al-Harith, quien sería canonizado por la Iglesia católica como San Areta.
Algunos expertos sugieren que Filipo el Árabe (c. 204; † 249) fue el primer emperador cristiano de Roma. Otros dicen que el primer gobernante cristiano fue un árabe llamado Abgar VIII de Edesa, quien fue convertido. En el siglo IV, un número significativo de cristianos ocuparon la península del Sinaí, Mesopotamia y Arabia. 
A lo largo de muchas épocas de la historia, los cristianos árabes han coexistido muy pacíficamente con sus compañeros no-cristianos de habla árabe, principalmente los musulmanes y los judíos. Incluso después de la rápida expansión del Islam desde el siglo VII d. C. en adelante, donde muchos cristianos optaron por no convertirse al islam y en lugar de eso mantener sus creencias preexistentes. 
Como en el «Pueblo del Libro», los cristianos de la región gozan de ciertos derechos por la ley islámica teórica (Sharia) para practicar su religión sin interferencias o persecuciones, aunque fue, sin embargo, estrictamente condicionado al pago de una cantidad especial de dinero (tributo) obligado para los no musulmanes llamado yizia, en forma de efectivo o bienes, por lo general se entregaba una gran cantidad de animales, a cambio de su seguridad y la libertad de culto. El impuesto no se aplicaba a los esclavos, mujeres, niños, monjes, los ancianos, los enfermos, ermitaños, o pobres.

## Doctrina
Al igual que los musulmanes árabes y judíos árabes, los árabes cristianos se refieren a Dios como Alá, ya que esta es la palabra árabe para "Dios". El uso del término en árabe Alá, en las iglesias cristianas es anterior al Islam por varios siglos. También perdura el uso de la palabra "Al-Rab" (الرب) o "El Señor" de uso más tradicional que Alá para referirse a Dios entre los cristianos.
En tiempos más recientes (sobre todo desde mediados de 1800), algunos nativos árabes de la región de Levante han sido convertidos a las iglesias protestantes tradicionales más recientes, también a las bautistas y metodistas. Esto se debe principalmente a la afluencia de occidentales, principalmente norteamericanos evangélicos y misioneros.

## Actualidad

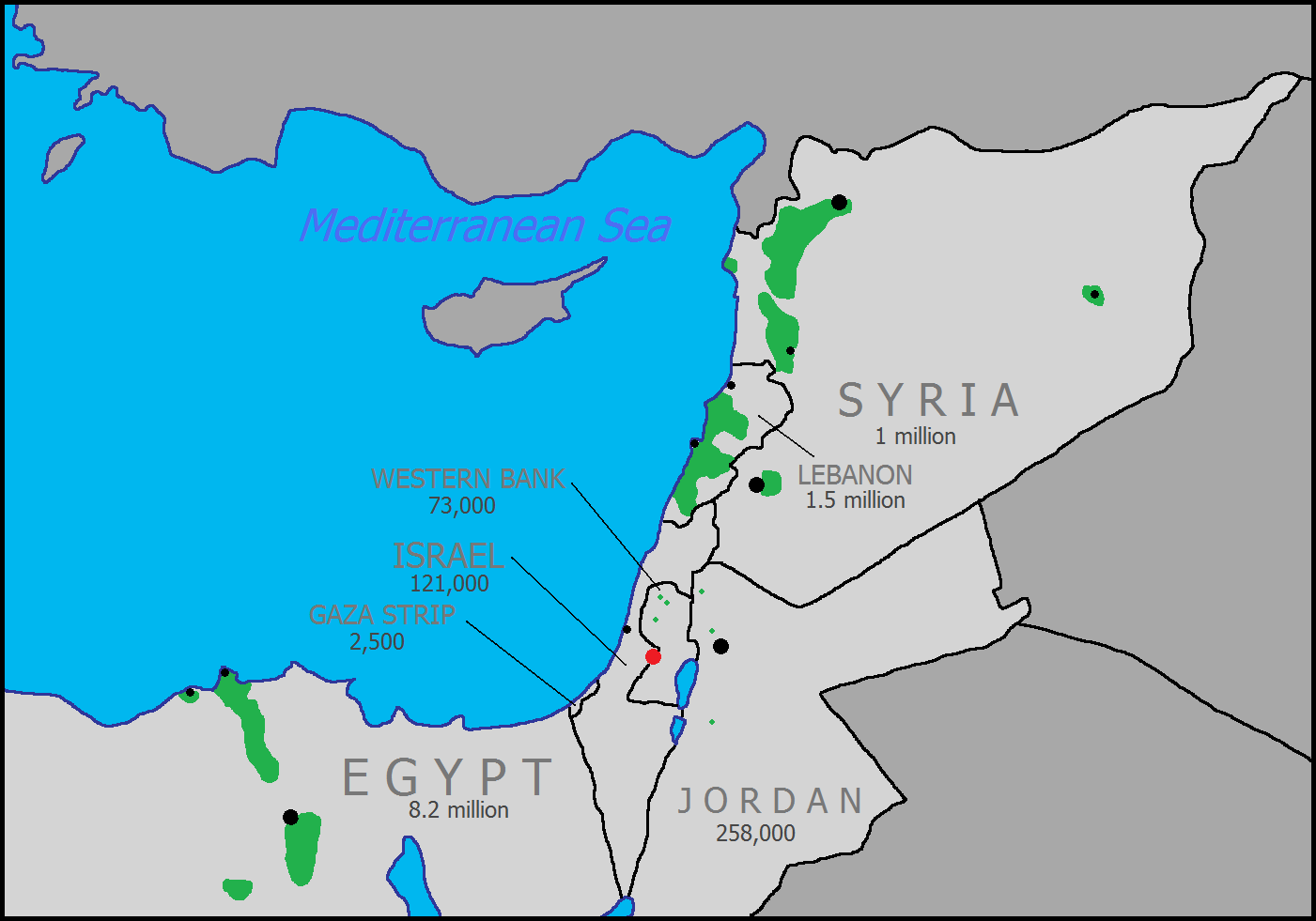
Zonas donde los árabes cristianos son mayoría.

Según el experimentado columnista Ray Hanania, el número de árabes cristianos se ha reducido en estas últimas décadas debido a la migración de árabes cristianos de sus tierras de origen a las naciones occidentales predominantemente cristianas. 
En Jordania, un grupo de clérigos musulmanes y cristianos, políticos y periodistas están poniendo en marcha una campaña para lograr que los árabes cristianos permanezcan en sus tierras. Las estadísticas muestran que la población de cristianos se ha reducido notablemente en comparación a hace 100 años. 
Los grupos de cristianos en Oriente Medio suelen ser mansos, desorganizados y poco influyentes, a diferencia de los grupos extremistas judíos de Israel o los musulmanes radicales en los países islámicos de la región. De esta forma, por ejemplo, el número de cristianos en Tierra Santa ha disminuido debido al éxodo de muchos de ellos, huyendo del escenario del conflicto israelí-palestino y del acoso del fundamentalismo islámico en los Territorios Palestinos.
En los países del Golfo Pérsico, como Arabia Saudita, prácticamente no hay presencia de cristianos, debido a la política teocrática musulmana radical, que ni siquiera contempla la construcción de iglesias.

## Famosos árabes cristianos
- Gibran Jalil Gibran, poeta, pintor, novelista y ensayista libanés.
- Fairuz, cantante libanesa.
- Michel Aflaq, sirio fundador del Partido Baath Árabe Socialista
- Myriam Fares, cantante y actriz libanesa.
- Munir Bashir, músico iraquí.
- Edward Said, escritor e intelectual palestino.
- George Wassouf, cantante sirio.
- George Habash, palestino fundador del Frente Popular para la Liberación de Palestina
- Elias Chacour, Arzobispo de Tierra Santa, activista por la reconciliación y la paz, de la Iglesia Ortodoxa Melkita.
- Suleiman Mousa, historiador y escritor jordano.
- Constantin Zureiq, intelectual y académico sirio, de la iglesia Ortodoxa Griega.
- Nayib Bukele, Presidente de la Republica de El Salvador.
- Butros Butros-Ghali, político egipcio y ex-secretario general de la ONU.
- Butros Ghali, político y ex-primer ministro de Egipto.
- William Hanna, dibujante, director, animador y productor de cine y televisión estadounidense.
- Bichara Khader, especialista del mundo árabe contemporáneo y de las cuestiones euro-árabe y euro-mediterráneas belga, de origen palestino.
- Vénus Khoury-Ghata,  escritora libanesa.
- Bechara El Khoury, primer presidente del Líbano después de la independencia.
- Elias Khoury, escritor, dramaturgo y crítico literario libanés.
- Sabine Hazboun, nadadora palestina.
- Gustavo Hasbún, periodista y político chileno de origen palestino.
- Hato Hasbún, político salvadoreño de origen palestino.
- Rodrigo Hasbún, escritor boliviano.
- Muriel Hasbun,  fotógrafa salvadoreña.
- Jimena Durán, actriz colombiana de madre palestina.
- Jorge Brito Hasbún, ingeniero civil industrial y político del Frente Amplio; es chileno de origen palestino.
- Elías Antonio Saca, político y empresario salvadoreño, descendiente de una familia palestina católica.
- Rafael Arce Zablah, dirigente político salvadoreño de origen palestino.
- Xavier Zablah Bukele, empresario y político salvadoreño de origen palestino.
- Eduardo Atala, empresario hondureño.
- Nasry Asfura,  político y empresario de la construcción hondureño, de ascendencia palestina.
- Schucry Kafie, empresario hondureño.
- Schafik Hándal, político salvadoreño, hijo de inmigrantes cristiano-palestinos.
- Esteban Handal Pérez, político y empresario hondureño.
- Dina Hayek,  cantante libanesa.
- Ignacio Antonio II Hayek,  religioso de la Iglesia católica siria, Patriarca de Antioquía y de todo el Oriente desde 1968 hasta 1998.
- Nicolas Hayek,  empresario suizo de ascendencia libanesa, cofundador, director ejecutivo y presidente de la junta de The Swatch Group.
- Salma Hayek, actriz y productora de cine mexicana.
- Nácere Hayek, matemático español de ascendencia libanesa.
- Shakira, cantante, compositora, productora, bailarina, multinstrumentista, empresaria y actriz colombiana.
- Samia Halaby, artista visual, activista, educadora y académica palestino-estadounidense.
- Laila Halaby, escritora de ficción libanesa.
- Noor de Jordania,  filántropa y activista estadounidense nacionalizada jordana que fue reina consorte de Jordania.
- Wadih Al Safi, fue un cantante, actor y músico libanés.
- Eduardo Abraham Gattás, político y empresario mexicano, miembro del partido Movimiento Regeneración Nacional (MORENA).
- Juliana Gattas,  cantante argentina, fundadora y una de las voces del grupo musical Miranda! desde 2001.
- Esteban II Ghattas, Fue Patriarca emérito de Alejandría de los Coptos y cardenal de la Iglesia romana.
- Marie-Alphonsine Ghattas, Santa católica que fundó el instituto religioso de las Hermanas del Santo Rosario de Jerusalén, la primera congregación religiosa de Palestina.
- François al-Hajj, Fue un general libanés. Fue el jefe de operaciones del ejército libanés.
- Michel Sleiman,  Militar y político libanés de fe católica maronita. Fue presidente de Líbano.
- Ricardo Abumohor, Empresario y dirigente de fútbol chileno de ascendencia palestina.
- Nicolás Abumohor, Fue un empresario y dirigente de fútbol chileno de origen palestino.
- Carlos Menem, Fue un abogado y político argentino, presidente de la Nación Argentina entre 1989 y 1999 y gobernador de la provincia de La Rioja en los períodos 1973-1976 y 1983-1989.
- Abdalá Bucaram, Político, y abogado ecuatoriano.4Fue presidente del Ecuador entre el 10 de agosto de 19965 y el 6 de febrero de 1997.

## Iglesias del Mundo Árabe

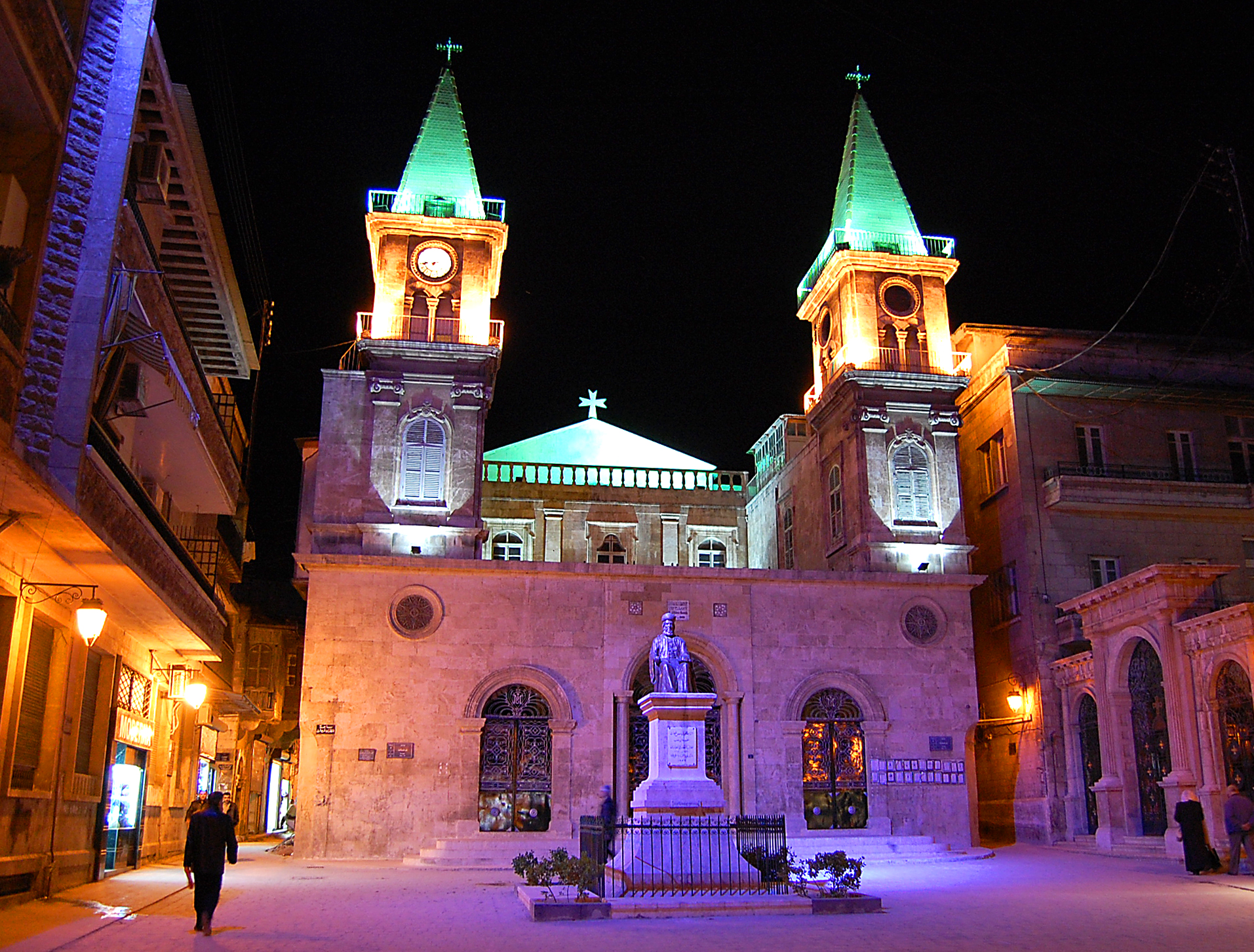
Alepo, Siria.
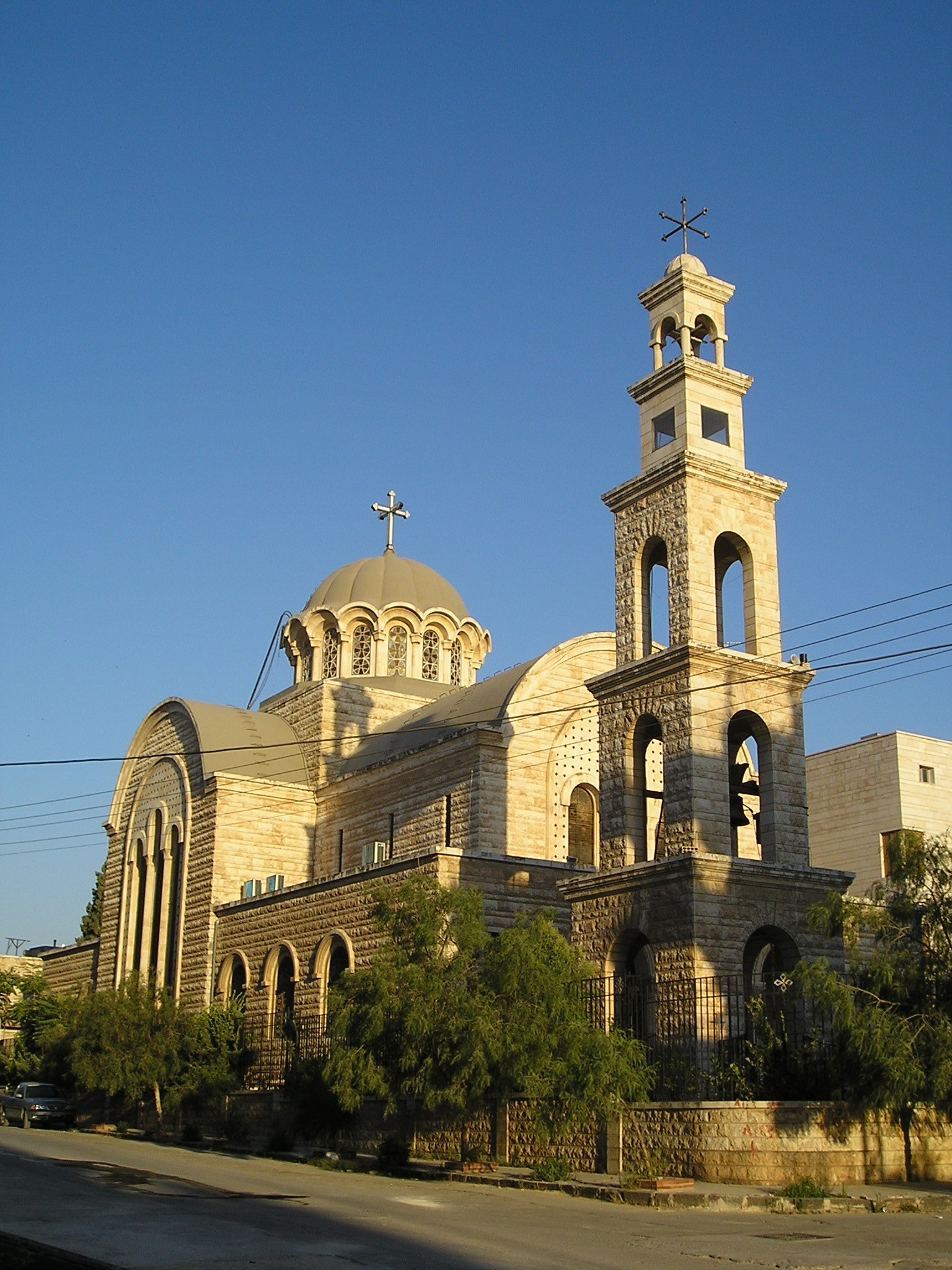
Hamma, Siria.
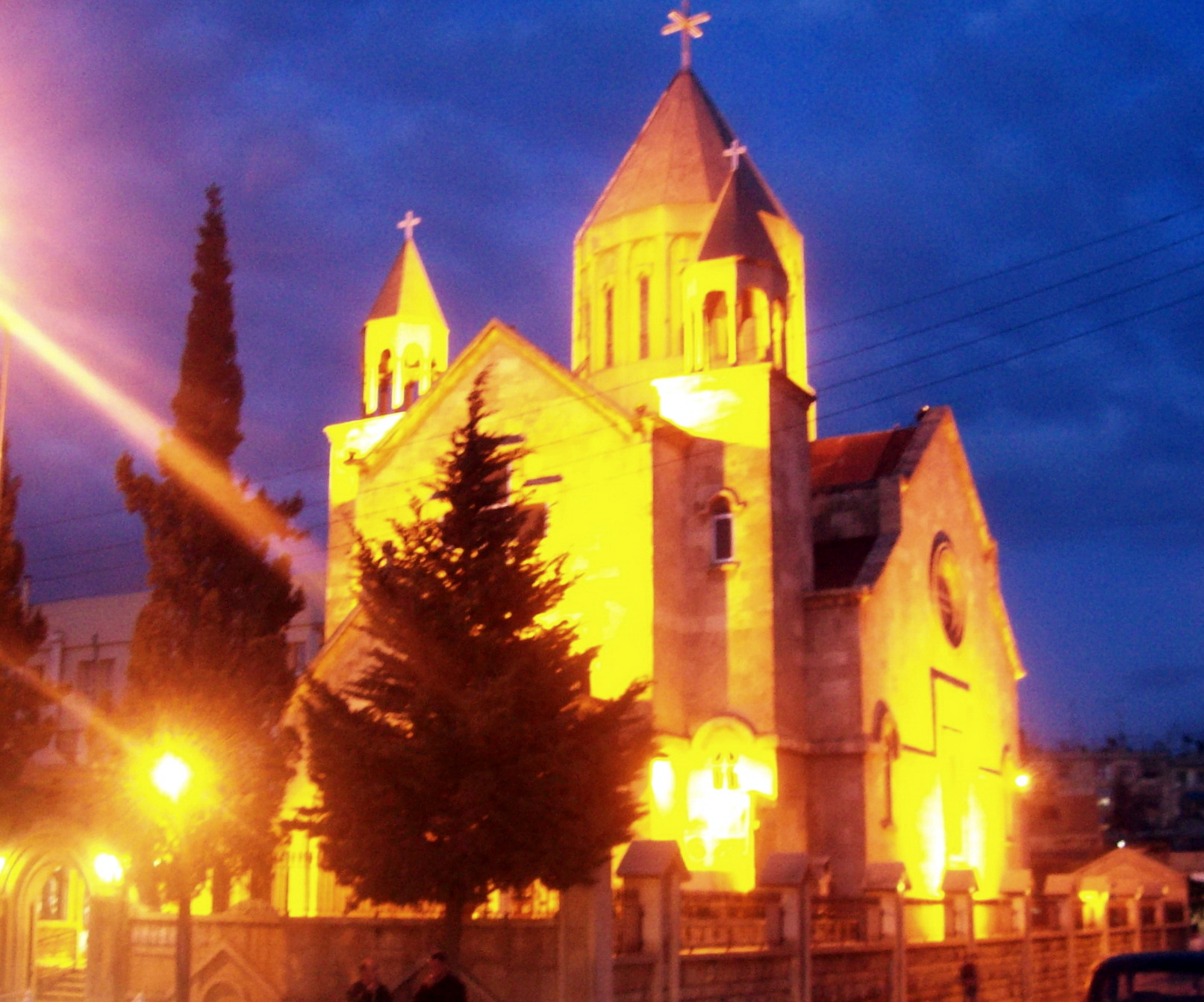
Alepo, Siria.
Beirut, Líbano.
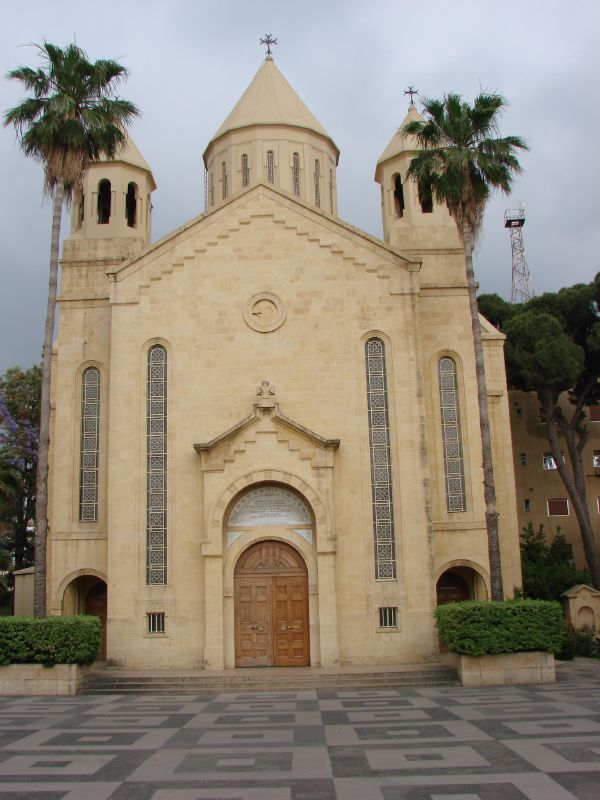
Antelias, Líbano.
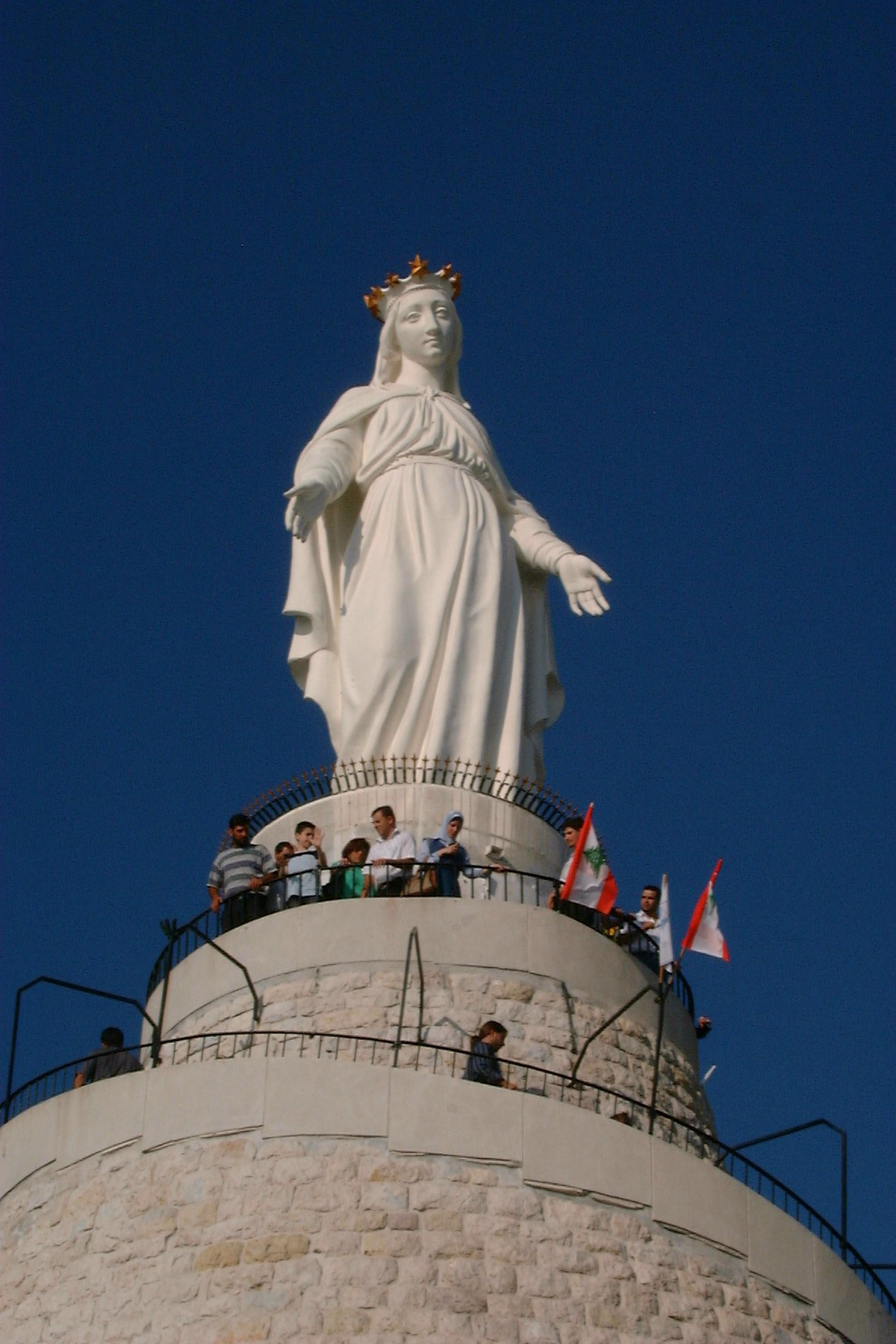
Harissa, Líbano.
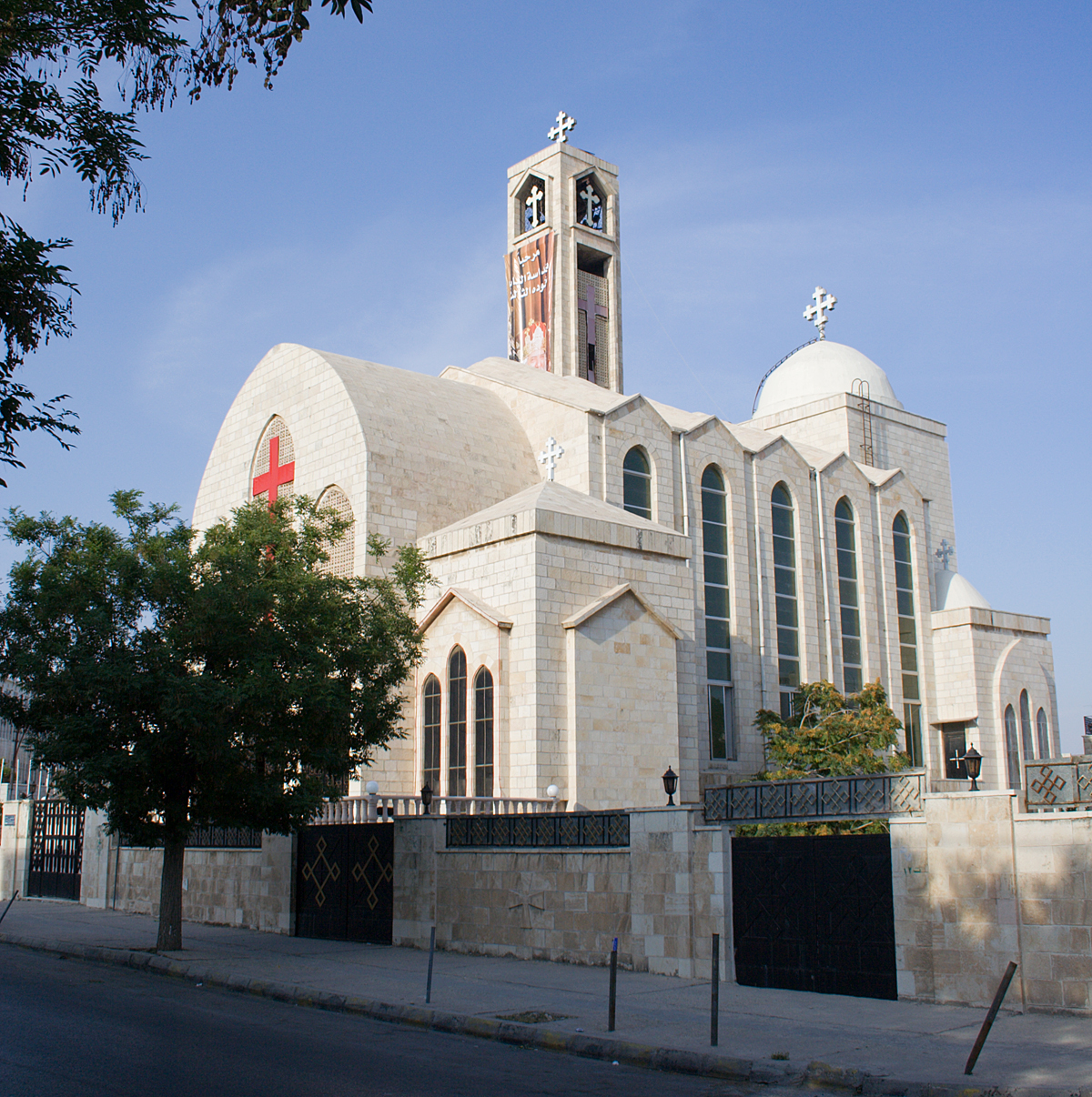
Amán, Jordania.
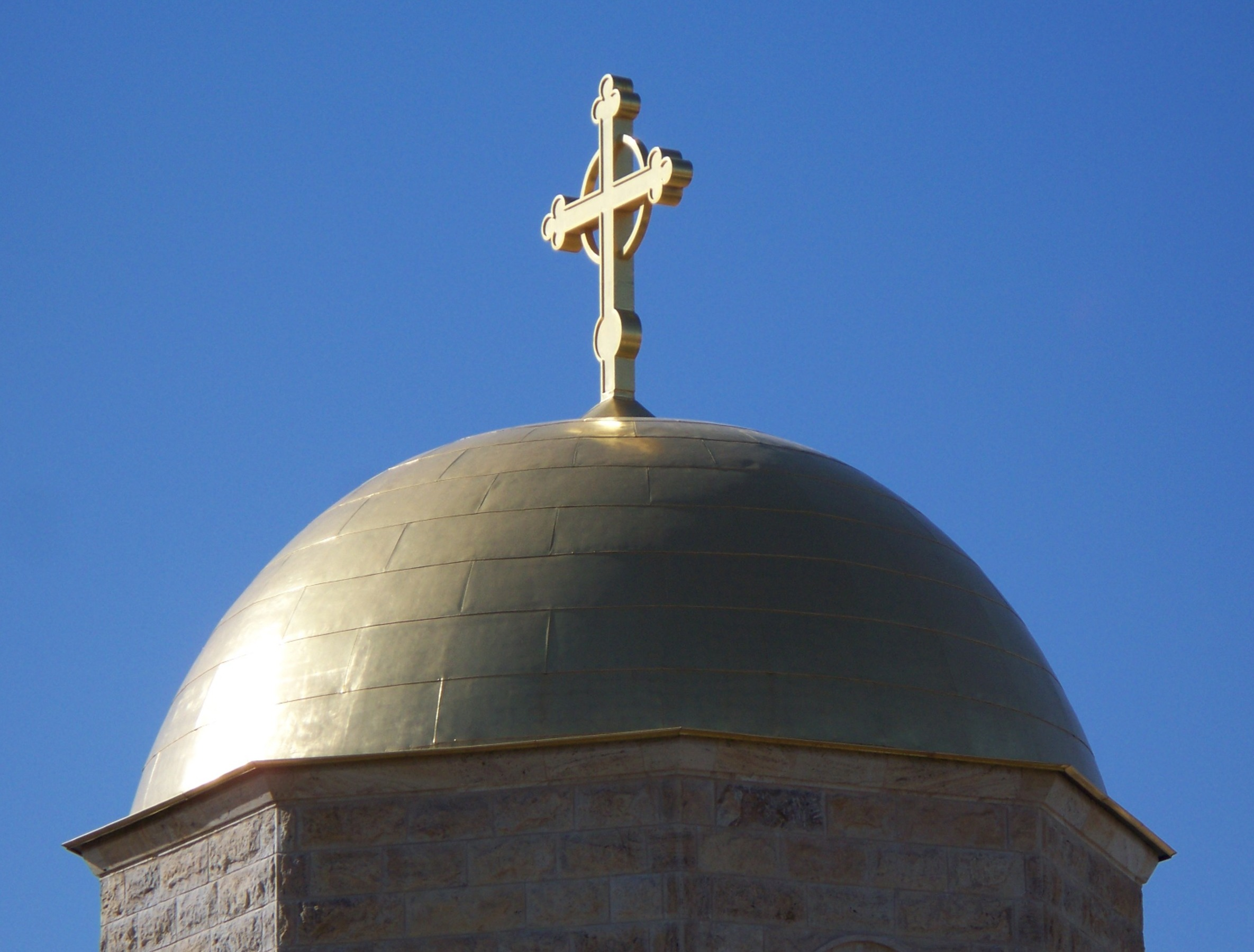
Río Jordán, Jordania.
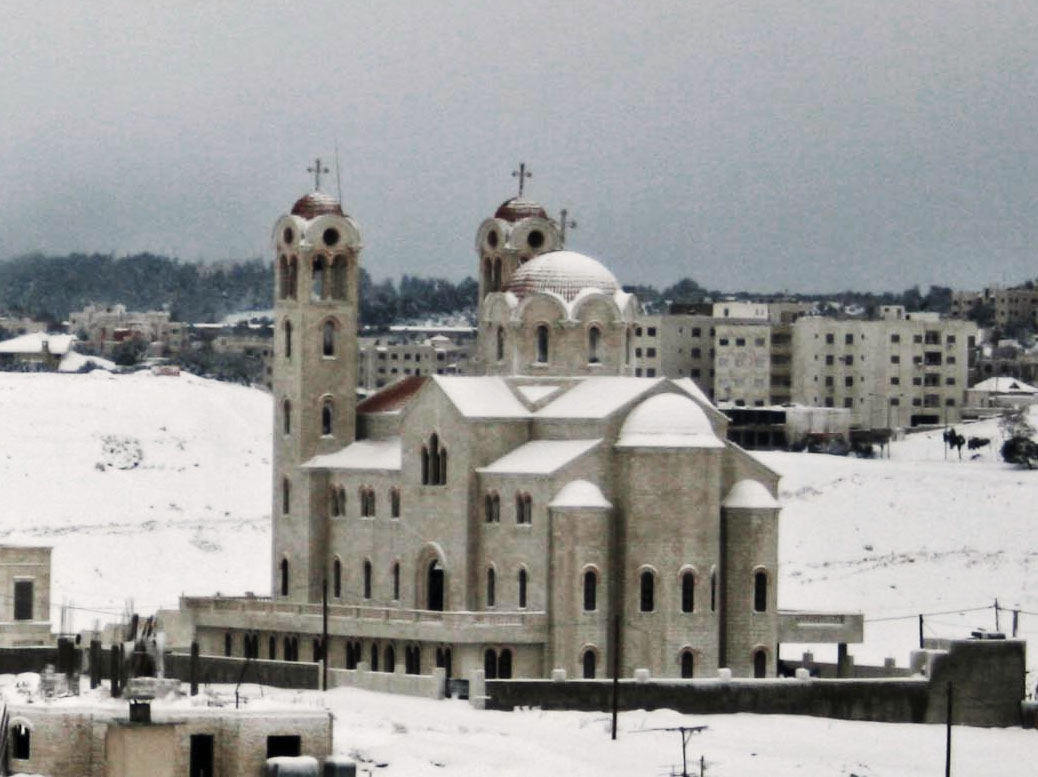
Amán, Jordania.
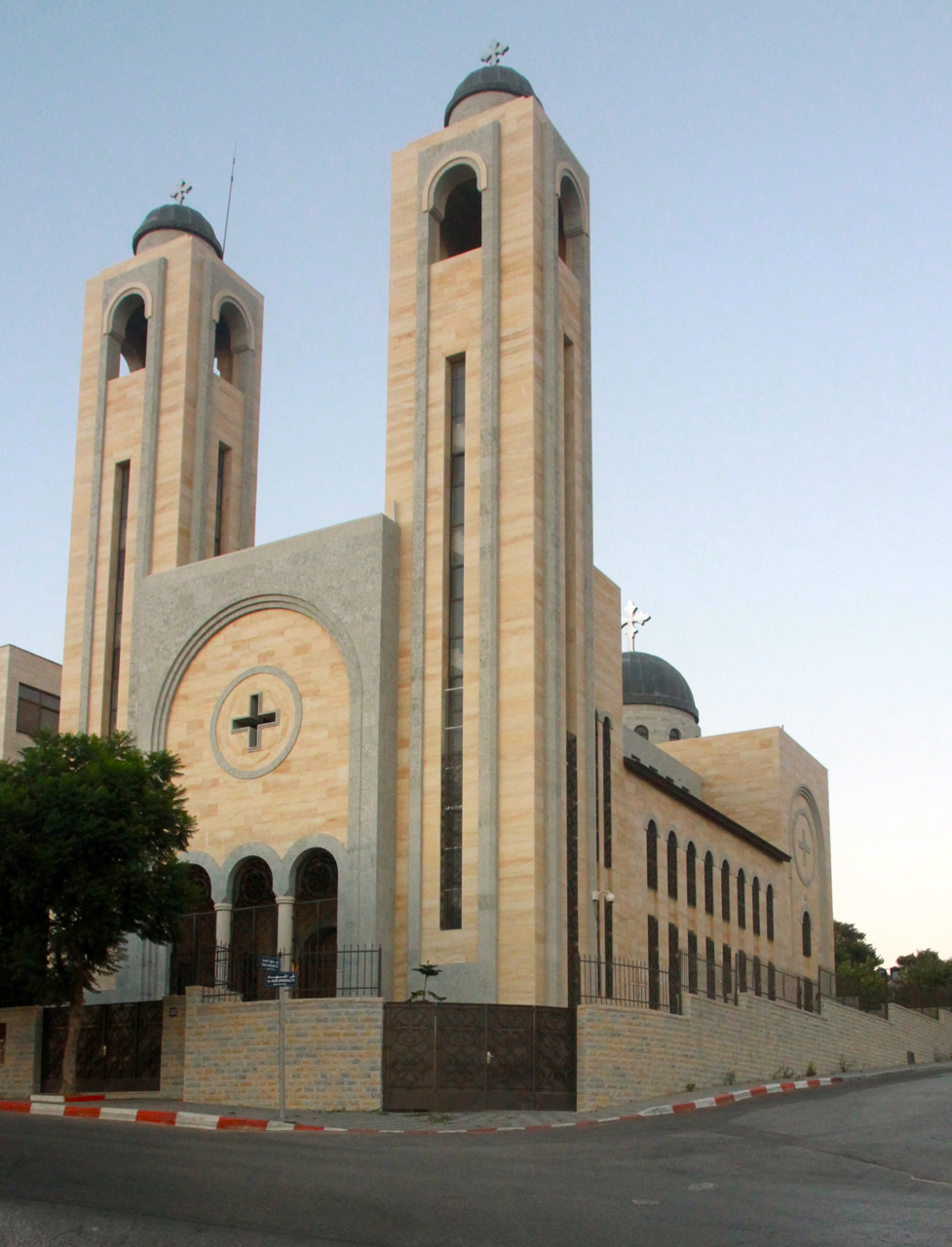
Ramala, Palestina.
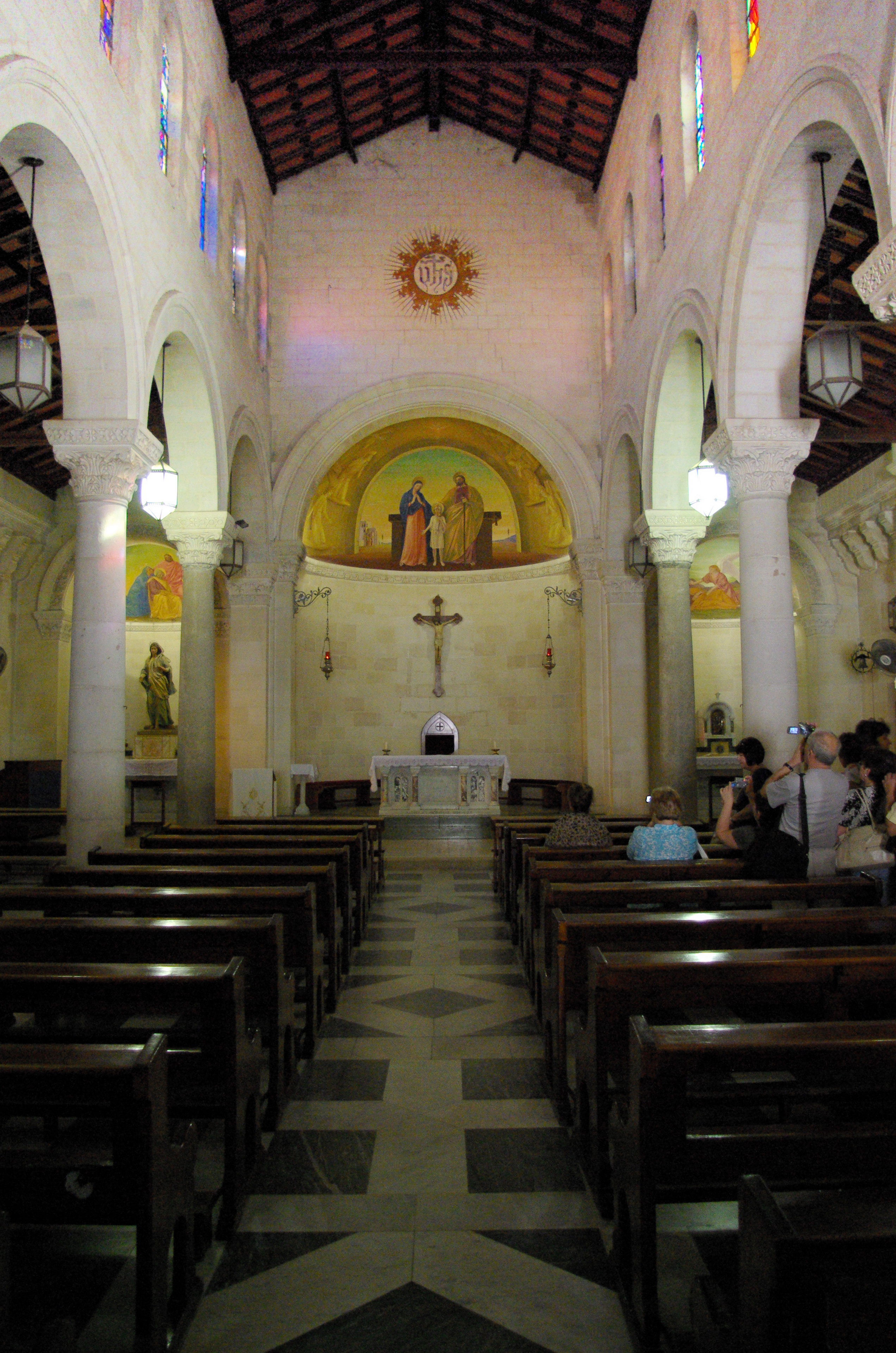
Nazaret, Israel.
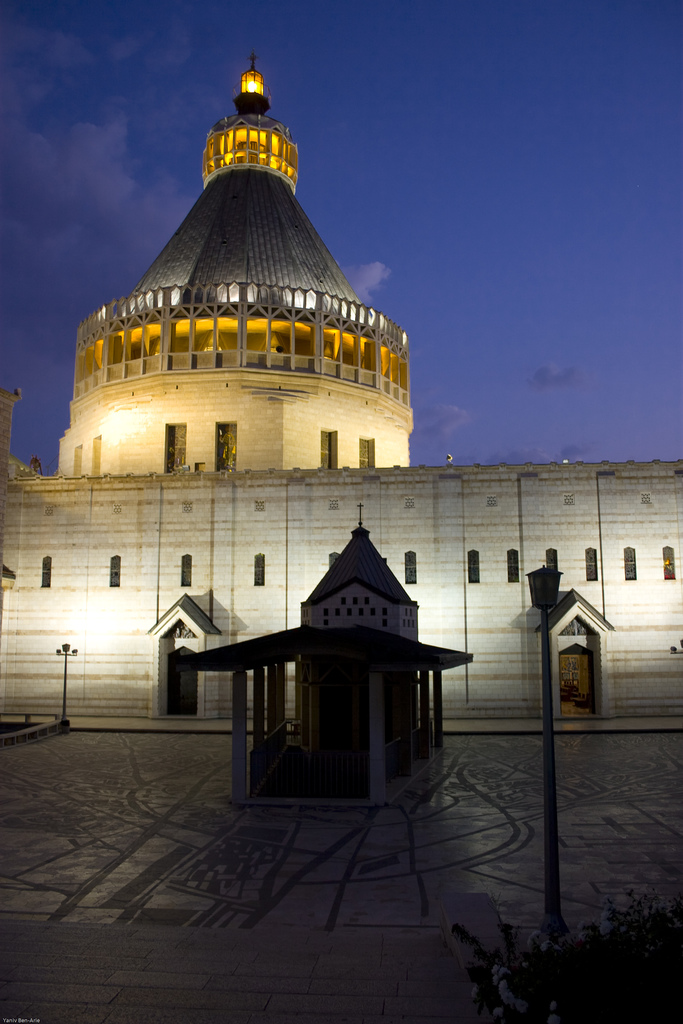
Nazaret, Israel.
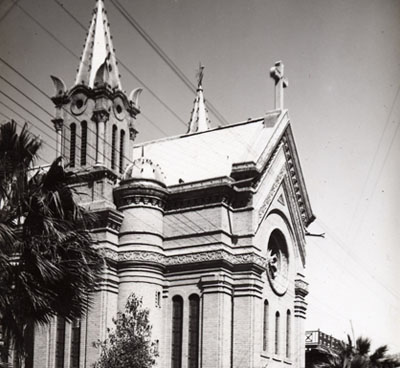
Bagdad, Irak.
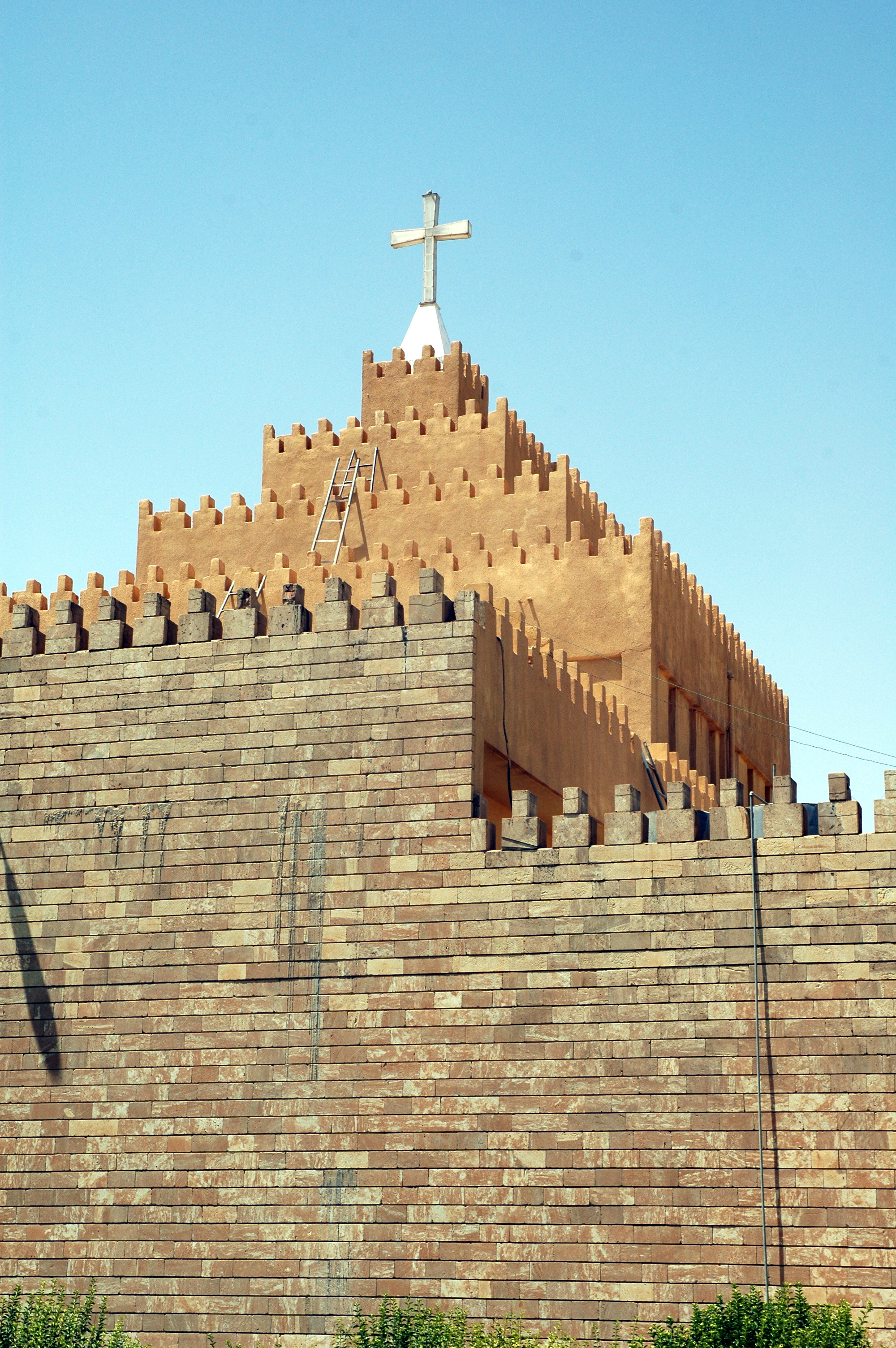
Erbil, Irak.
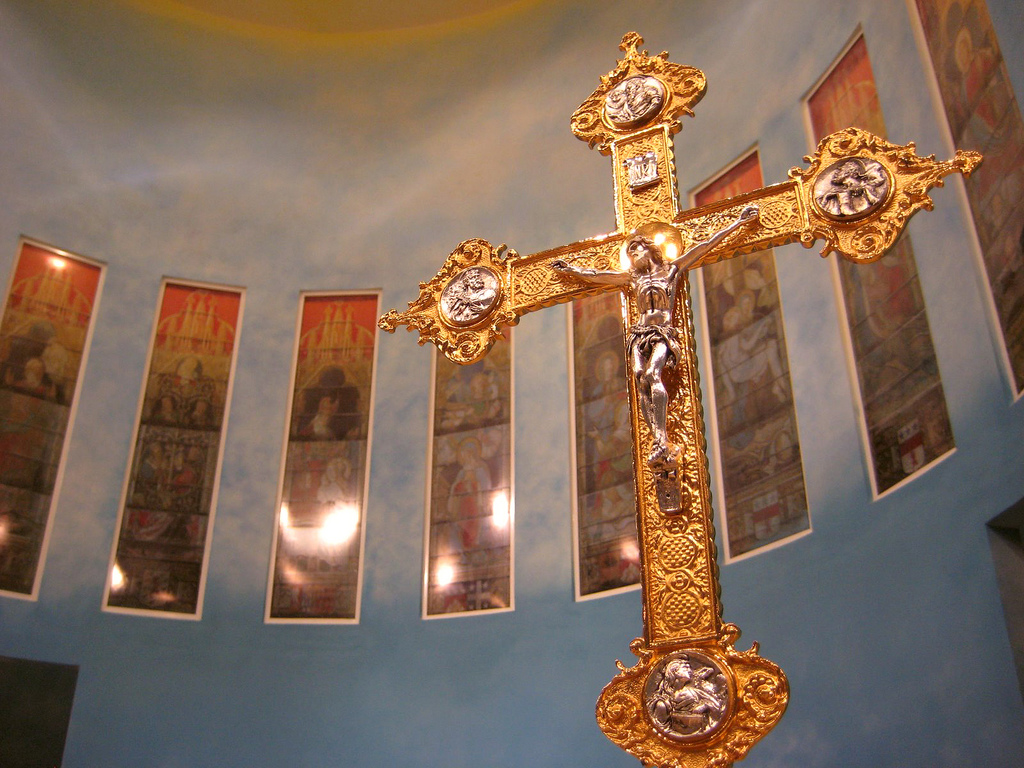
Doha, Catar.
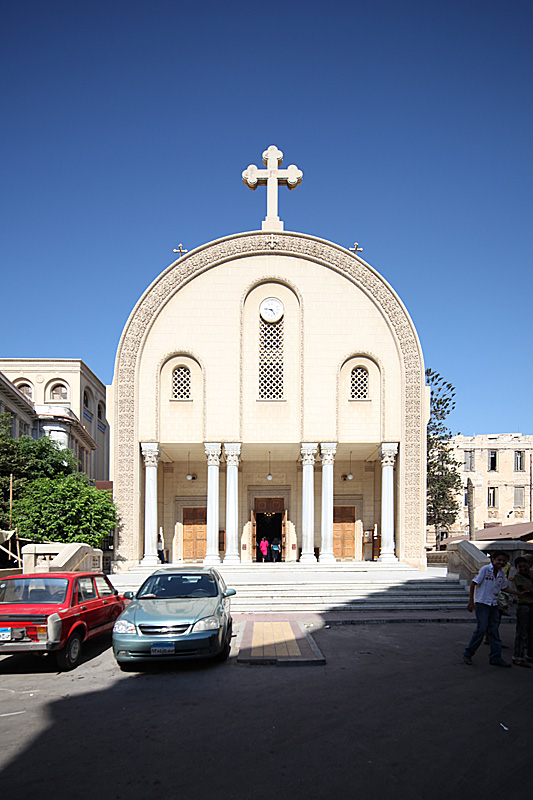
Alejandría, Egipto.
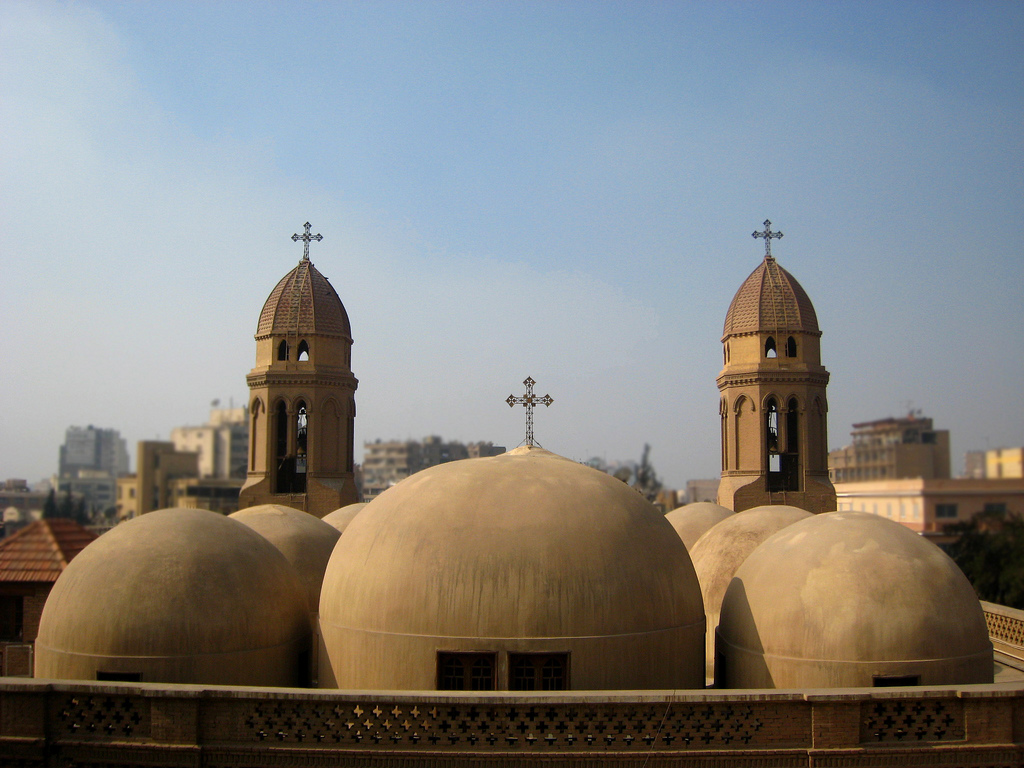
El Cairo, Egipto.
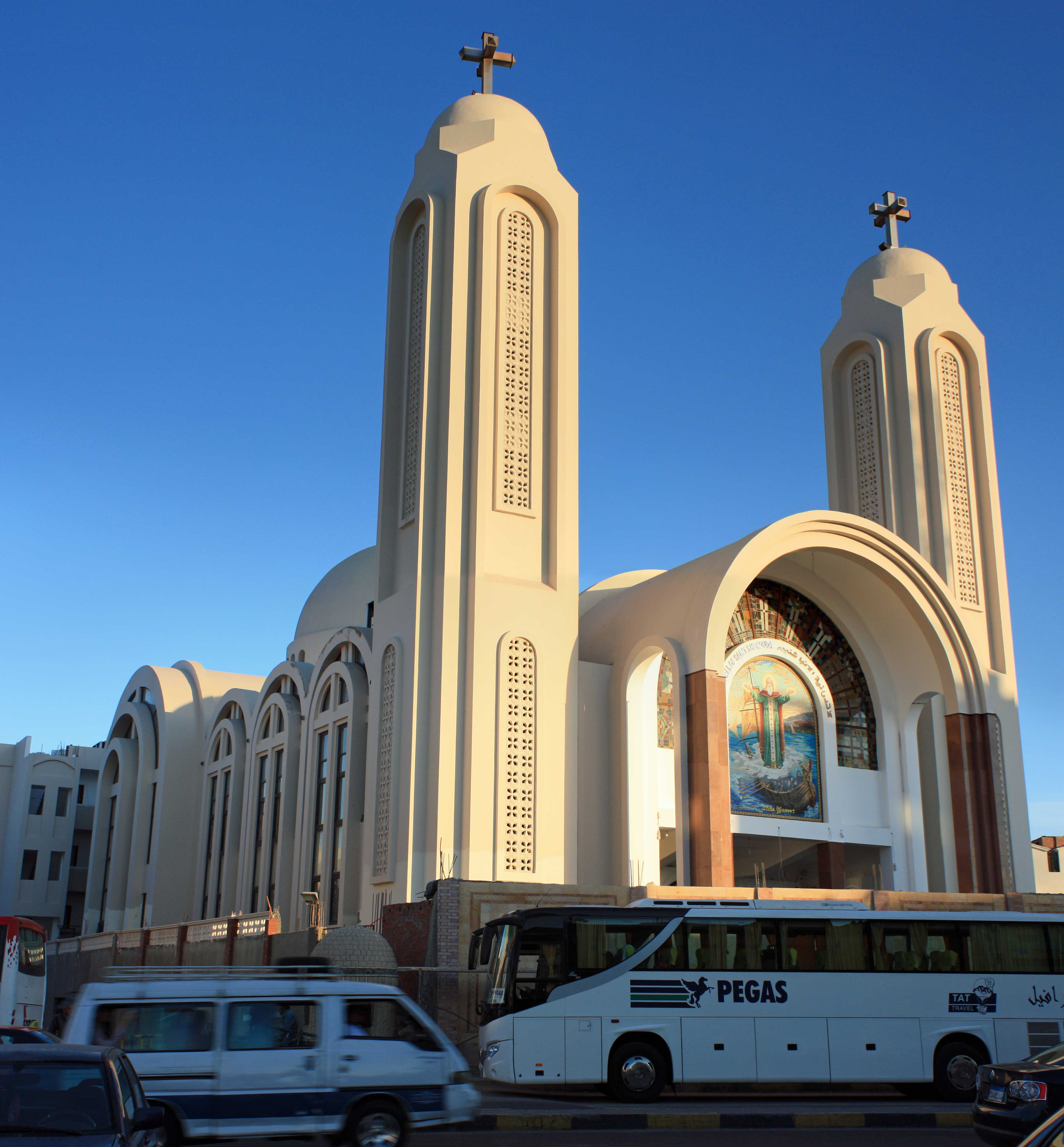
Hurghada, Egipto.
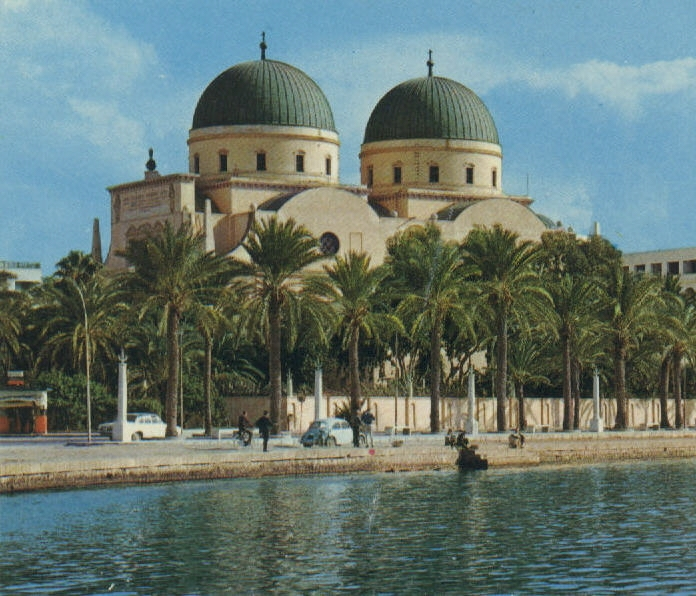
Bengazi, Libia.
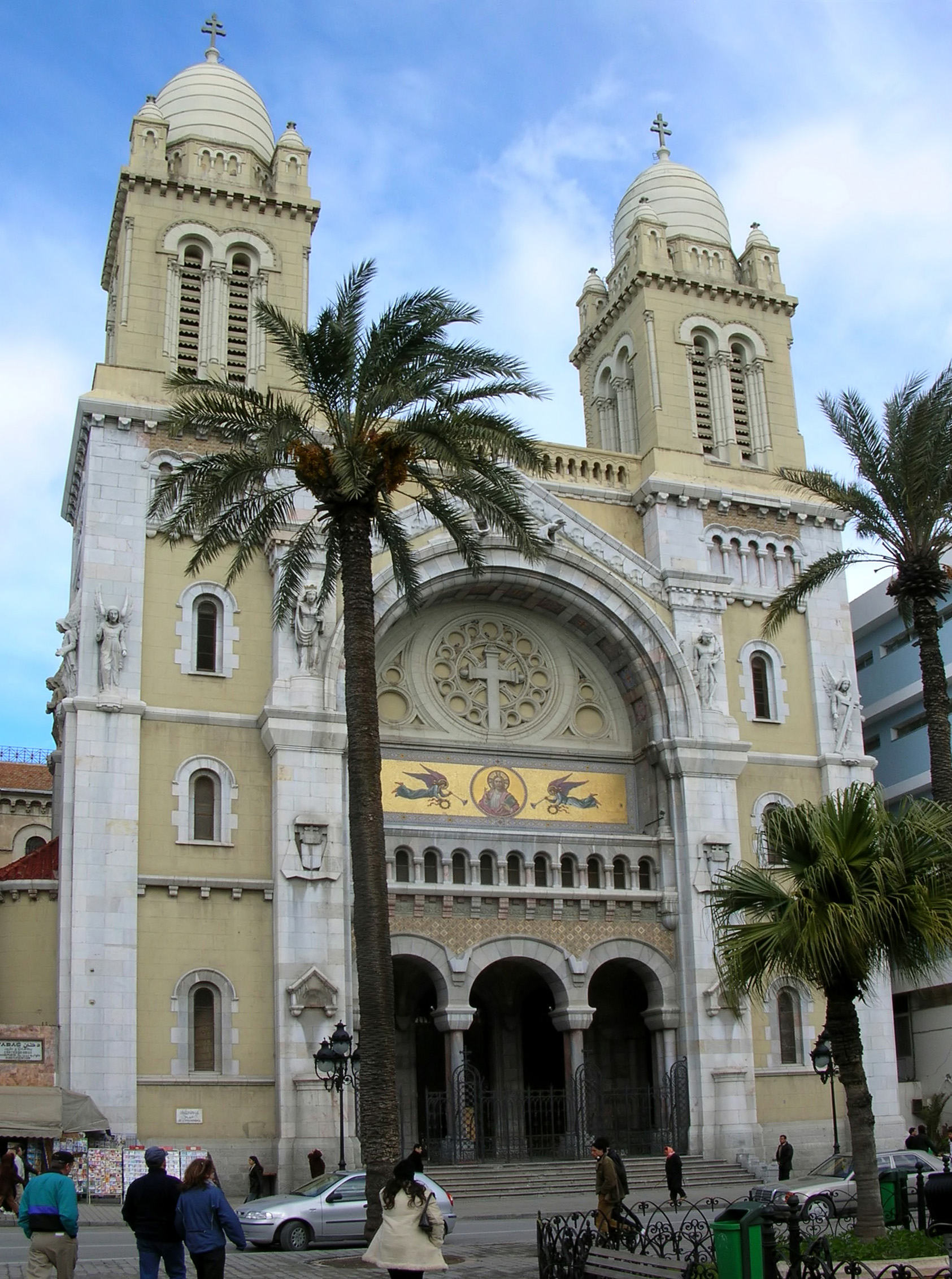
Túnez, Túnez.
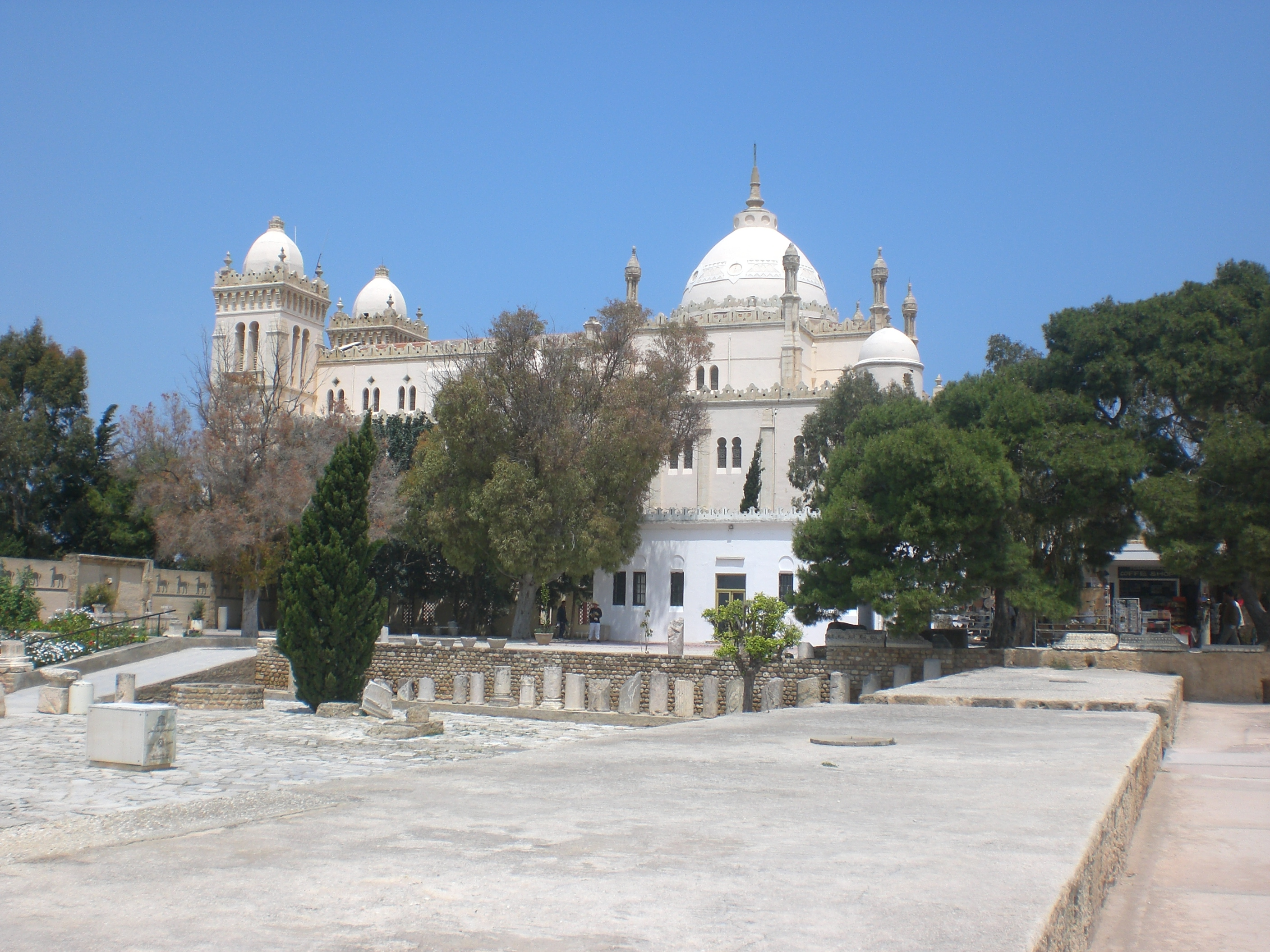
Cartago, Túnez.
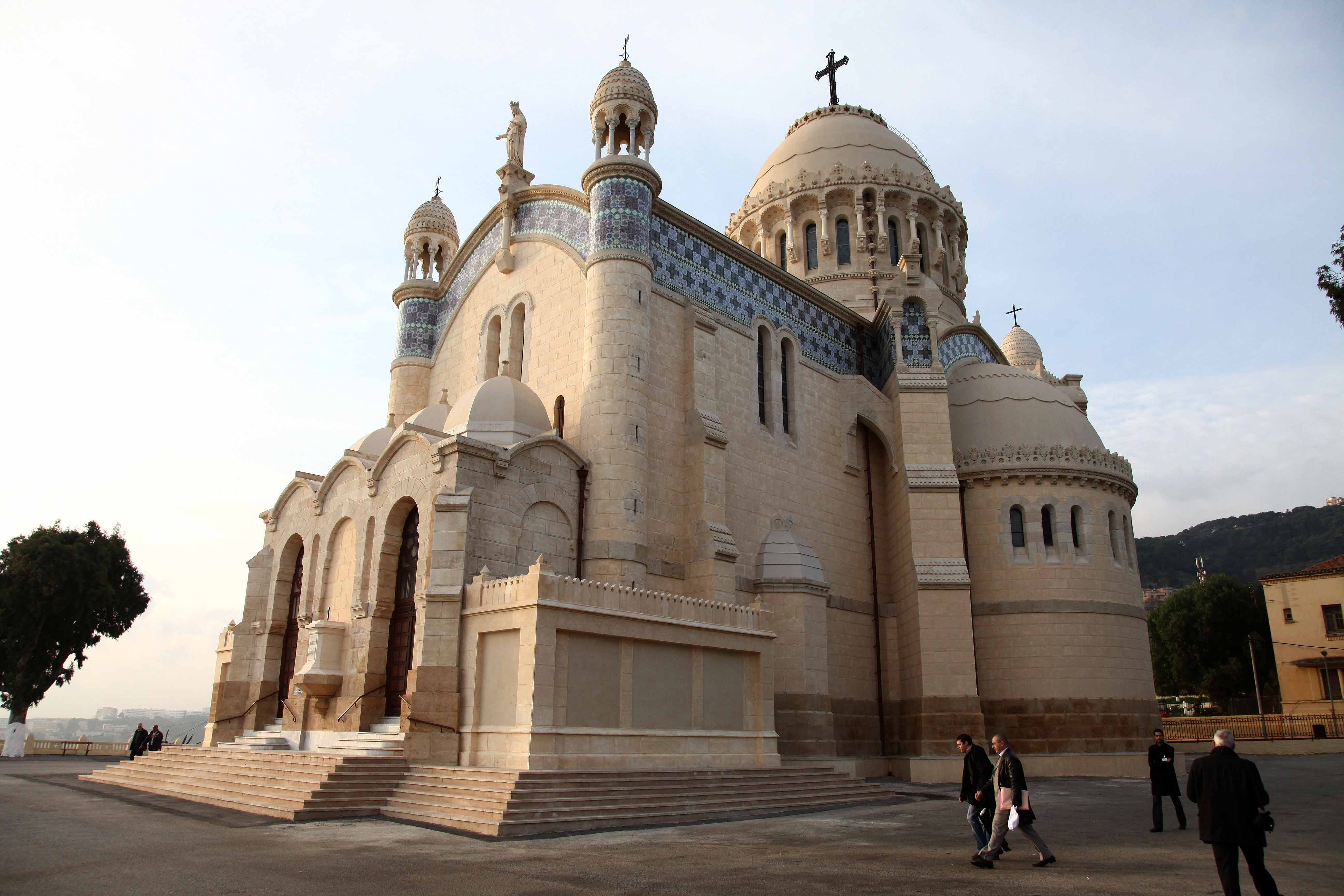
Argel, Argelia.
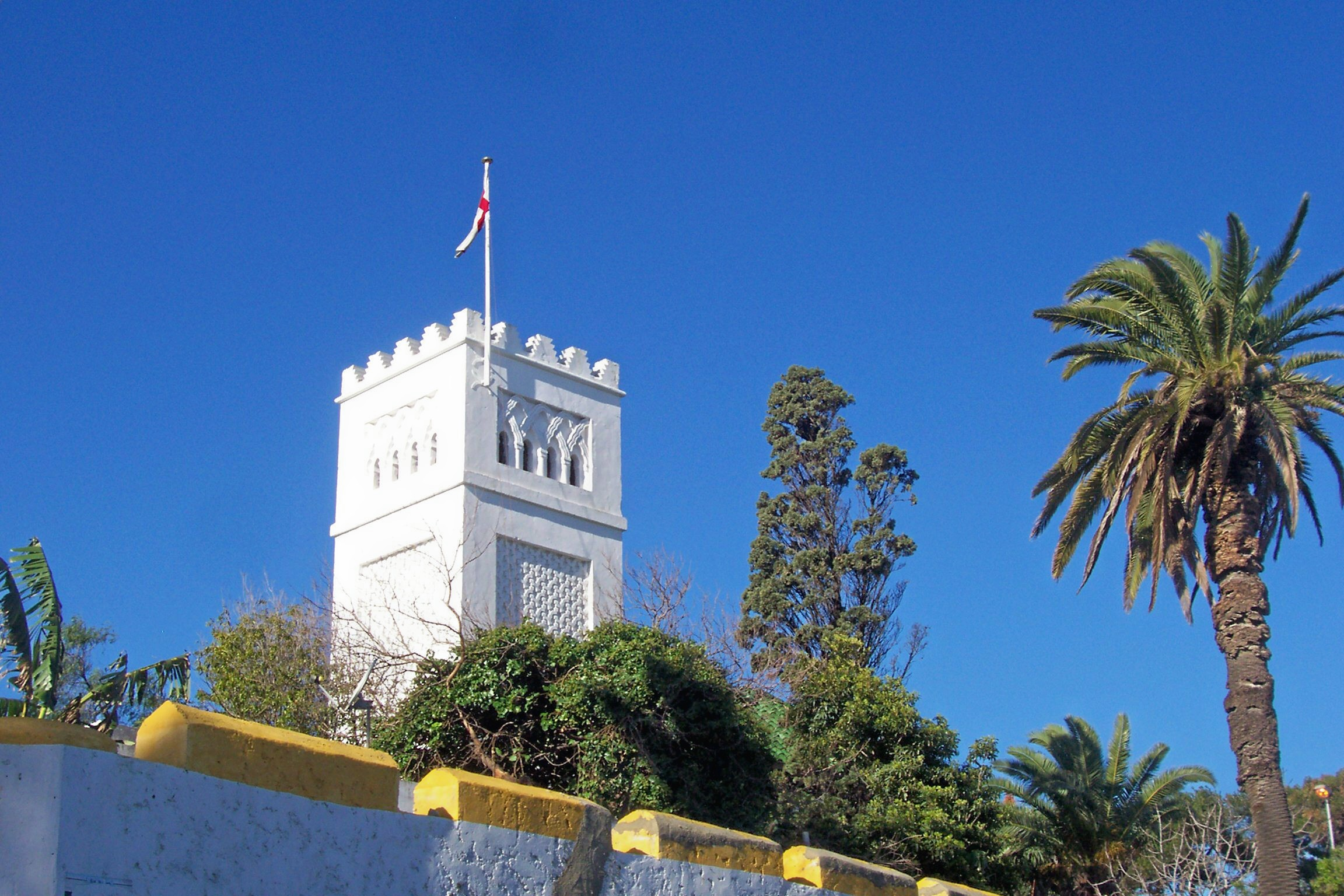
Tánger, Marruecos.